# موسیقی تاجیکستان
موسیقی در تاجیکستان شامل سبک‌های موسیقی متعلق به موسیقی ایرانی و موسیقی سنتی آسیای مرکزی است که در تاجیکستان و مناطق همسایه رواج دارد.